# Bukit Sari (Maro Sebo Ilir)
Bukit Sari is een bestuurslaag in het regentschap Batang Hari van de provincie Jambi, Indonesië. Bukit Sari telt 1394 inwoners (volkstelling 2010).